# أنسولين نظامي
الأنسولين النظامي أو الأنسولين العادي (بالإنجليزية: Regular insulin)‏ ويُعرف باسم الأنسولين المتعادل (بالإنجليزية: neutral insulin)‏ والأنسولين الذواب (بالإنجليزية: soluble insulin)‏، هو نوع من الأنسولين قصير المفعول. يتم استخدامه لعلاج مرض السكري من النوع الأول، السكري من النوع 2، سكري الحمل، ومضاعفات مرض السكري مثل الحماض الكيتوني السكري وحالات فرط سكر الدم والاسموزية العالية  كما أنه يستخدم جنبا إلى جنب مع الجلوكوز لعلاج ارتفاع مستويات البوتاسيوم  في العادة ما يتم إعطاؤه عن طريق الحقن تحت الجلد، ولكن يمكن أيضا استخدامه عن طريق الحقن في الوريد أو العضلات. يبدأ ظهور التأثير عادةً في 30 دقيقة ويستمر لمدة 8 ساعات.
الآثار الجانبية الشائعة هي انخفاض نسبة السكر في الدم. قد تشمل الآثار الجانبية الأخرى الألم أو تغيرات الجلد في مواقع الحقن، وانخفاض بوتاسيوم الدم، وردود الفعل التحسسية. يعد استخدام الانسولين أثناء الحمل آمنًا نسبيًا بالنسبة للطفل. يمكن عمل الأنسولين العادي من خلال الحيوانات مثل بنكرياس الخنازير أو الأبقار. يمكن إجراء النسخ البشرية إما عن طريق تعديل إصدارات الخنازير أو التكنولوجيا الحيوية.
استخدم الأنسولين لأول مرة كدواء في كندا من قبل تشارلز بيست وفريدريك بانتينغ في عام 1922. هو على قائمة الأدوية الأساسية لمنظمة الصحة العالمية، ويعتبرمن الأدوية الأكثر فعالية وآمنة المطلوبة في النظام الصحي. تبلغ تكلفة الجملة في العالم النامي حوالي 2.39 إلى 10.61 دولار أمريكي لكل 1000 وحدة دولية من الأنسولين العادي. في المملكة المتحدة، يتقاضى 1000 وحدة دولية (NH) مبلغ 7.48 جنيهًا مصريًا، بينما يبلغ هذا المبلغ في الولايات المتحدة حوالي 134.00 دولارًا أمريكيًا. كما تتوفر الإصدارات مختلطة مع إصدارات طويلة من الأنسولين.

## الاستخدامات الطبية
يتم استخدامه في السيطرة على المدى الطويل لمرض السكري، الأنسولين العادي هو العلاج المفضل لحالتين السكري في حالات الطوارئ في ارتفاع السكري وهما الحامض الكيتوني السكري وحالات فرط سكر الدم والاسموزية العالية ويستخدم أيضا في تركيبة مع الجلوكوز لخفض مستويات البوتاسيوم في تلك الحالات

## آثار الجانبية
قد تشمل الآثار الجانبية: انخفاض مستويات السكر في الدم، وتفاعلات الجلد في موقع الحقن وانخفاض مستويات البوتاسيوم وغيرها

## صناعة الأنسولين
يتم تصنيع الهيوميولين، وهو الاسم التجاري لمجموعة من منتجات الأنسولين البشري الحيوي، في سلالة مختبرية من بكتيريا (coli E) التي تم تغييرها وراثيا مع الحمض النووي المؤتلف لإنتاج الأنسولين البشري الحيوي. يتكون (Humulin R) من بلورات الأنسولين والزنك الذائبة في السائل